# نقد فرهنگی
نقد فرهنگی، منتقد یک فرهنگ معین به شکلی جامع و خاص، به شمار می‌رود. کاربرد امروزین این اصطلاح انواع گوناگون نقد را که معطوف به فرهنگ می‌شود، شامل می‌گردد. بر اساس ادعای ژاک بارزون، او اولین کسی است که این اصطلاح را بکار برده است. «آنهنگام که ما [یعنی بارزون و تریلینگ] در پاییز ۱۹۳۴ شروع به کار کردیم – آن هم بیشتر بر اساس شهود تا طرح و نقشه قبلی – چنین چیزی به هیچ وجه مورد توجه و شناخته‌شده نبود.» در مقابل، اثری مانند اصطلاحات نقد فرهنگی: مکتب فرانکفورت، اگزیستانسیالیسم، پسا-ساختارگرایی (۱۹۹۵) نوشتهٔ ریچارد وولین آن را در مفهوم و توصیفی کلی و بسیط به کار می‌گیرد.

## حکیمان عصر ویکتوریا به عنوان منتقد
منتقدان فرهنگی برای نخستین بار در قرن نوزدهم ظاهر شدند. متیو آرنولد و توماس کارلایل از مهم‌ترین چهره‌های نقد فرهنگی در عصر ویکتوریا بودند: در آرنولد دلمشغولی‌هایی نیز در باب دین وجود داشت. جان راسکین نیز از آن جمله به شمار می‌رود. به دلیل موازنه‌ای که میان زشتی محیط مادی و زندگی فقیرانه ایجاد گشته است، زیبایی‌گرایان و دیگران نیز می‌توانند به‌طور غیرمستقیم جزو منتقدان فرهنگی به شمار آیند، اما اظهار واقعی آن تنها از سوی منتقد انجام می‌پذیرد. شارل بودلر در فرانسه، سورن کیرکه‌گور در دانمارک و فریدریش نیچه در آلمان نیز جزو منتقدان فرهنگی بودند. 

## قرن بیستم
در قرن بیستم از اروینگ بابیت در سمت راست و والتر بنیامین در سمت چپ می‌توان به عنوان بزرگترین منتقدان فرهنگی یاد کرد. حوزۀ مطالعات نقد فرهنگی در قرن بیستم به‌طور قابل توجهی تغییر کرده‌است به طوری که علوم انسانی شامل مطالعات فرهنگی انواع گوناگونی از زمینه‌ها که همگی بر اساس نظریه انتقادی بنیان نهاده شده‌اند، گردیده است.

## برخی از منتقدین فرهنگی
- نوام چامسکی
- نیل پستمن
- اسلاوی ژیژک